# 鍋島徳子
鍋島 徳子(なべしま とくこ）は、日本の外務省職員。国際連合開発計画（UNDP）駐日代表事務所次席代表。

## 人物・経歴
東京都杉並区出身。学習院女子高等科、上智大学外国語学部卒業。1991年に大学卒業後、外務省職員として在モントリオール日本国総領事館、在ルクセンブルク日本国大使館、外務省国際協力局等で勤務。2004年から約4年間はパリの国際連合教育科学文化機関（UNESCO）事務局に出向した他、ユネスコ日本政府代表部勤務時代には、広島の原爆ドームや古都奈良の文化財等の世界遺産登録に尽力。2015年、国際連合開発計画（UNDP）駐日代表事務所次席代表に就任。